# 縁起物

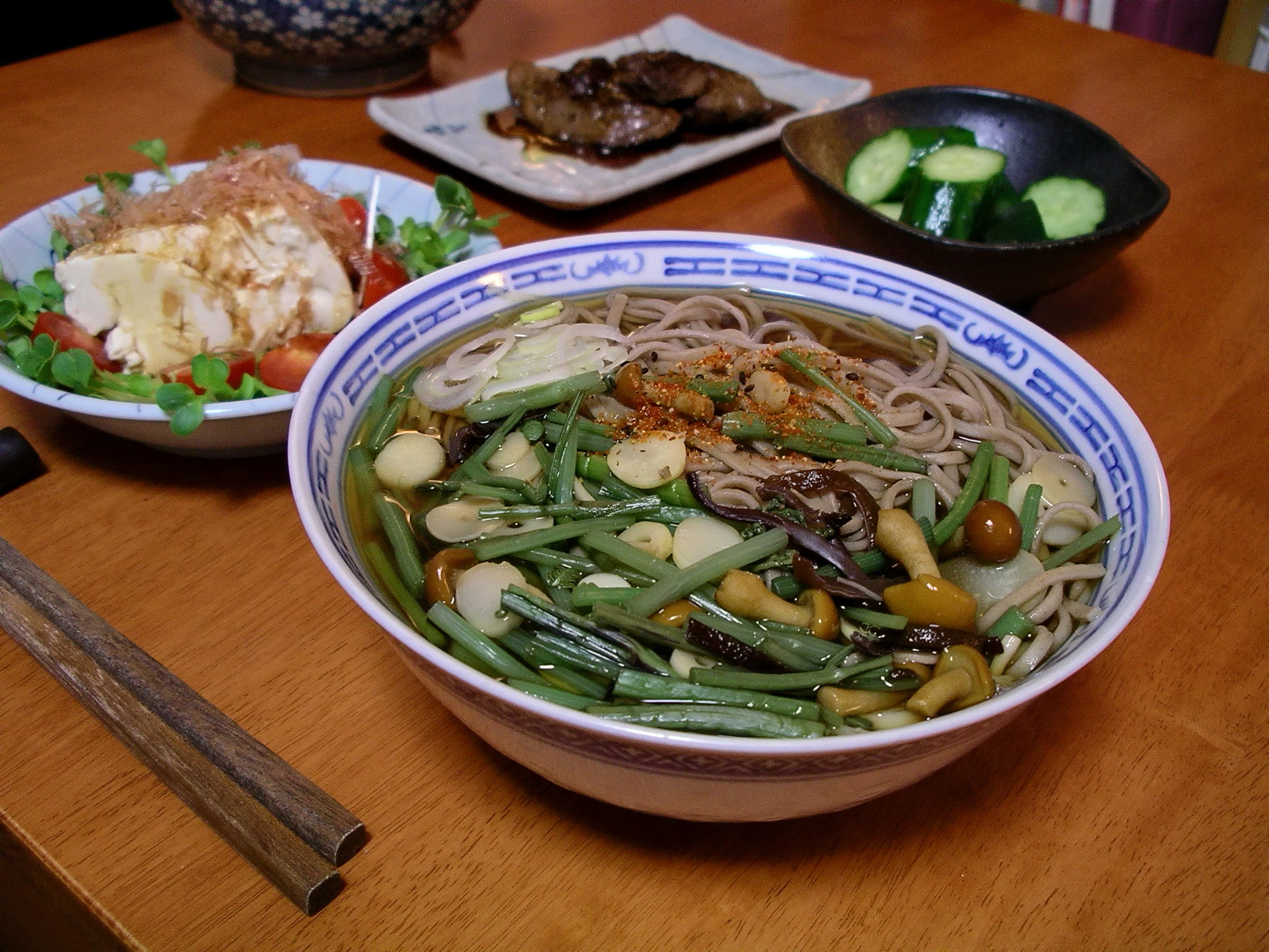
蕎麦は年越し蕎麦や引越し蕎麦などとして食される

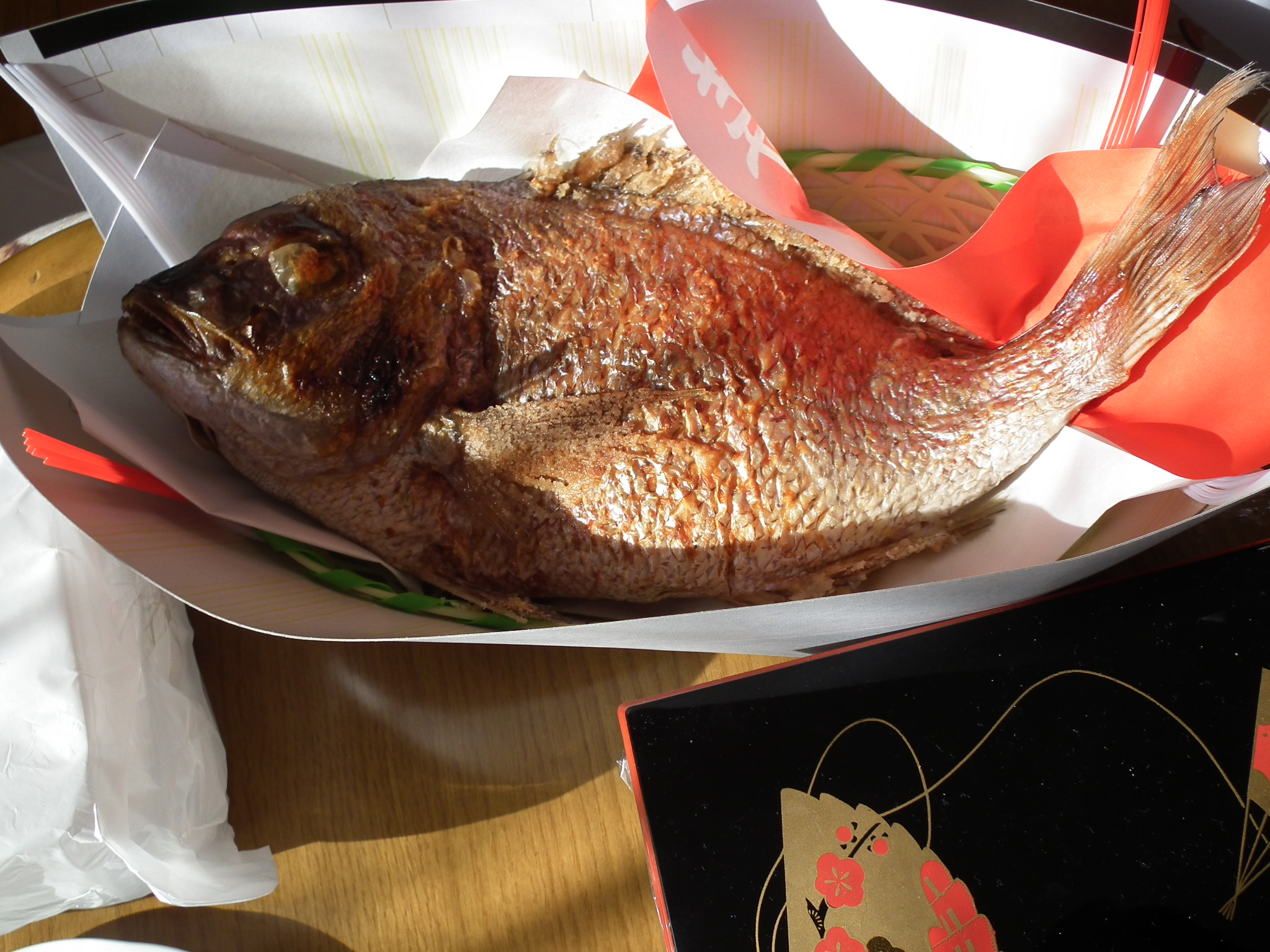
鯛は「めでたい」に通じる

縁起物（えんぎもの）とは、よいことがあるようにと祝い祈るための品物。

## 日本の縁起物

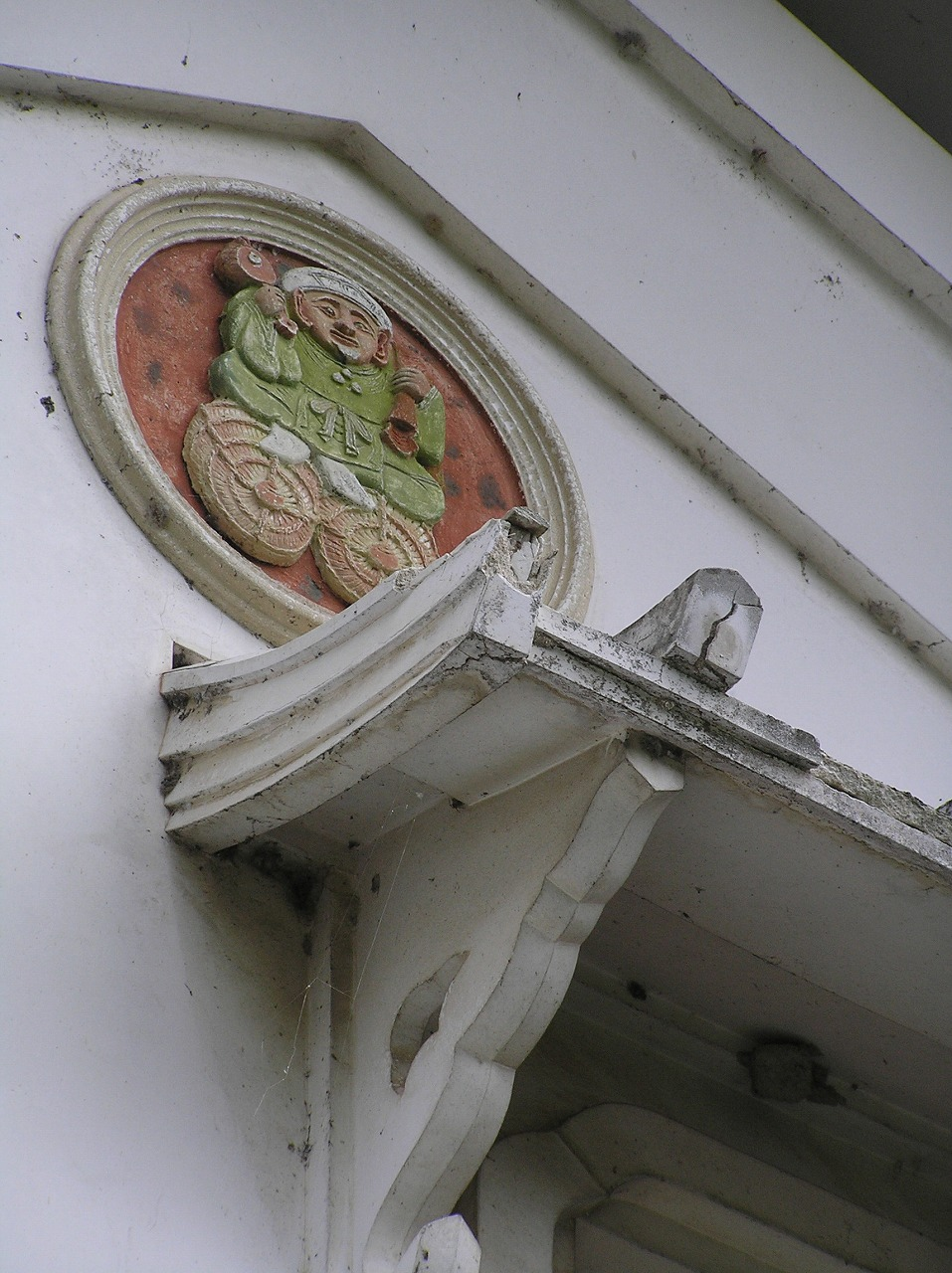
土蔵に描かれた大黒天

五穀豊穣、大漁追福、商売繁盛、家内安全、無病息災、安寧長寿、夫婦円満、子孫繁栄、祖先崇拝や招福祈願、厄除祈念や「ハレ」に纏わる物など多岐にわたる。また、祭礼や縁日や市などの社寺の参道や境内や門前町・鳥居前町において参詣者に授与・販売する歴史的、文化的背景のあるものを指す。日本古来のものとして特殊な例としては祭りなどで選ばれた福男やなまはげなどの演者、力士など神の依り代になった人も縁起物とされる。時節による滋養強壮の目的で長寿や薬事効果を期待して食された物として鰻や初鰹なども縁起物といえる。仏教、密教、ヒンドゥー教などのインド文化を起源とするものや五節句や二十四節気など中華文明の風俗・習慣を起源に持つものも存在し、それらが日本古来の神道と渾然一体となっているものもある。（具体的には七福神の一柱である「大黒」はヒンドゥー教を起源とし、日本には大乗仏教の「大黒天」と、密教の「大黒天」と、神道の神である大国主命と仏教の大黒天が神仏習合した「大黒様」と、三つの神仏が存在し姿も意味合いもそれぞれ違うものである。）

### 社寺、境内などで参詣人に販売・授与する物
- だるま（だるま市）
- 熊手（酉の市） – 幸運をかき集める
- 羽子板（羽子板市）
- 朝顔（朝顔市)

別名「牽牛」（花は「牽牛花」）というが、これは、その種（牽牛子）が薬として非常に高価で珍重されたため、種を贈られた者は牛を牽いて御礼をしたという、古い中国の謂れである。平安時代に日本にも伝わり、牽牛子は百薬の長として珍重された。
その後江戸時代には、牽牛との逢瀬を願う織女になぞらえて「朝顔姫」などと呼ぶことが一般的になり、花が咲いた朝顔は「彦星」と「織姫星」が今年も出会えたしるしとして、縁起の良いものとされた。
- ほおずき（ほおずき市)

お盆の起源は仏教に由来する盂蘭盆会であるが、日本では古来の先祖崇拝や精霊崇拝の要素を取り込んで、現在のいわゆる「お盆」の形になった。ほおずきは漢字で「鬼灯」と書き、先祖の霊（「鬼」の字義のひとつ）が迷わず帰ってこられるように導く灯りの象徴として、精霊棚に供えられる。
- 招き猫
- 七福神
- 宝船
- 破魔矢・破魔弓
- お札（ふだ）
- お守り（守札）
- 絵馬
- おみくじ
- 手水舎の「清めの水」
- 大香炉の「線香の煙」

### 祭礼

#### 祭り・興行
- 神輿
- 山車（だし）
- 福男・福娘
- 力士
- その他祭りで特別に選ばれた役柄を担う者や神事のなかで競技に勝ち残った者や神の依り代となった者など。

#### 祭礼
- 紅白
- 水引
- 祝儀
- 祝儀袋
  - 折紙（古式折り紙）
  - 干しアワビの熨斗（のし）
- 角樽（つのだる）
- 幣串（へいごし・へいぐし） – 上棟式（棟上式・建前）の棟上終了後に屋根の木組みの束と呼ばれる部分に取り付ける。家や家族の様々な幸福や厄除けを願う物であり、角材に祝上棟などと書き込み紅白の古式折り紙や紙製の扇、金箔や銀箔またはそれらに代わる金、銀紙などで装飾された物。
- 結納 – 詳しくは結納を参照。
  - 鰹節 – 勝男武士と書く。
  - スルメ – 寿留女と書く。
  - 干しアワビ – 長熨斗（ながのし）「熨斗鮑」と同じ。古来アワビは百年生きると考えられており、そのアワビを干物にして、紐状に途切れることなくきった物をさらに長く伸ばすことから長寿を願った。
  - 昆布（コンブ） – 子生婦とも表記し子孫繁栄を表す。
  - 麻の糸(関東）・高砂人形（関西） – 白髪に見立て末永く夫婦円満という意味。
  - 指輪・目録 – 関西では目録は品に含まれずその代わりに指輪が入る。
  - 酒樽 – 柳樽ともいい家内喜多留と書く。
  - 扇 – 末広がりを意味して。
- 富士山 – 古くから富士山は神道による霊峰とされており江戸時代にはその「霊験あらたか」にあやかろうと庶民がこぞって富士詣（ふじもうで）を行った。様々な理由で富士詣ができない人々のために神社などにおいて富士塚と呼ばれる縮小版の富士山に見立てた小山が作られ、頂上には実際と同じく鳥居や祠などが設けられた。またこの富士信仰から富士見という地名が富士山を望める日本各地に残されている。

### 節句・節気

#### 1月

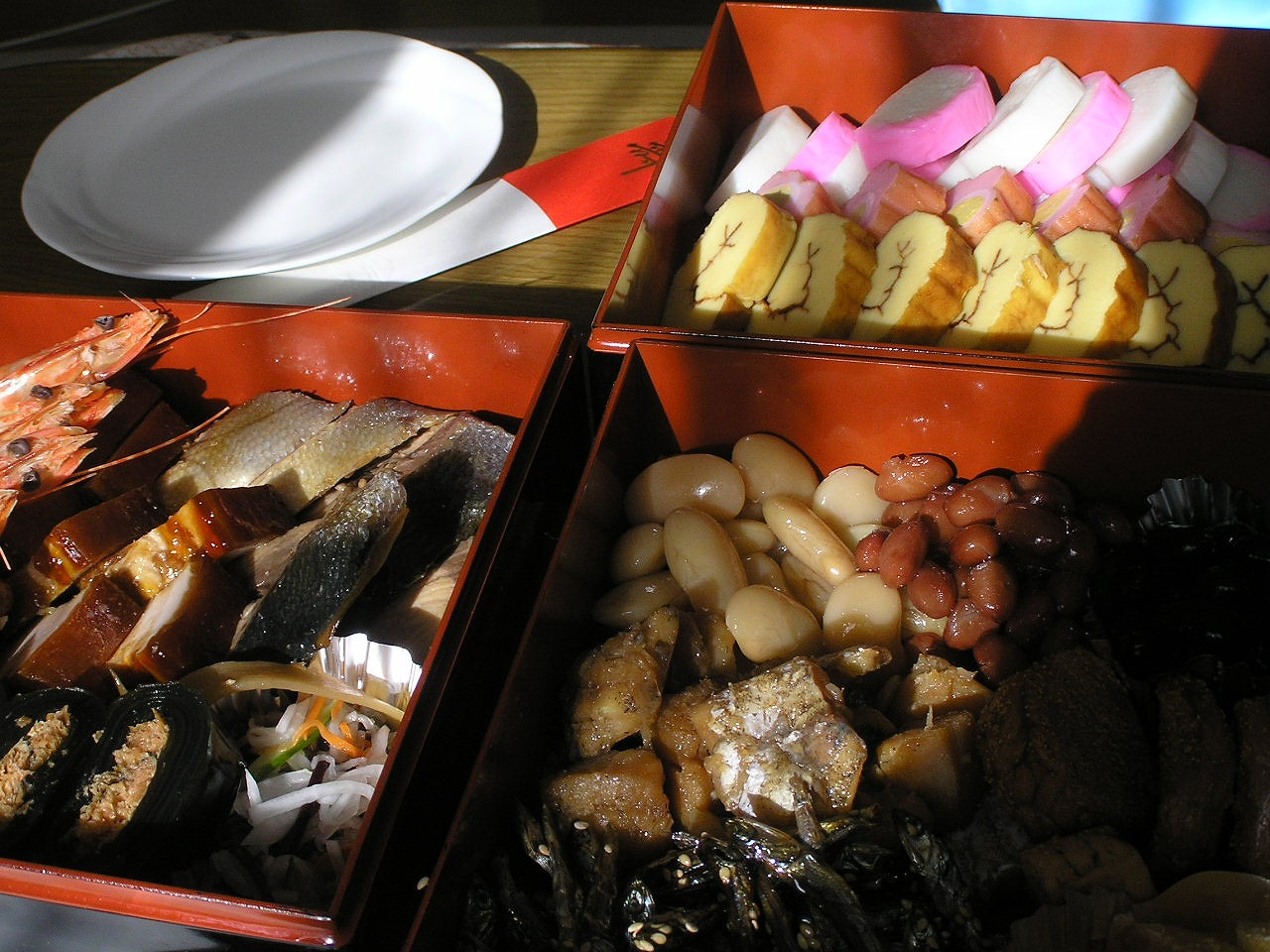
おせち料理

- 正月
  - 依り代・結界
    - 注連縄（しめなわ）
    - 門松
    - お飾り
    - 榊（サカキ）

  - 食べ物
    - おせち料理
    - 鏡餅（餅・橙）

  - 招福行為
    - お年玉
    - 福袋

  - 遊び
    - 福笑い
    - 羽根突き
    - 独楽廻し
    - 凧揚げ
- 七草かご（1月7日）
  - 七草粥
- 鏡開き（1月4日・1月20日など）
  - 御汁粉・善哉（ぜんざい）・黄粉餅

#### 2月
- 節分（2月3日） – 鬼が入らないための結界と追い出すための道具
  - 大豆 – 鬼に豆をぶつけ邪気を追い払う
  - 柊鰯 – 邪気の侵入を防ぐ飾り

#### 3月

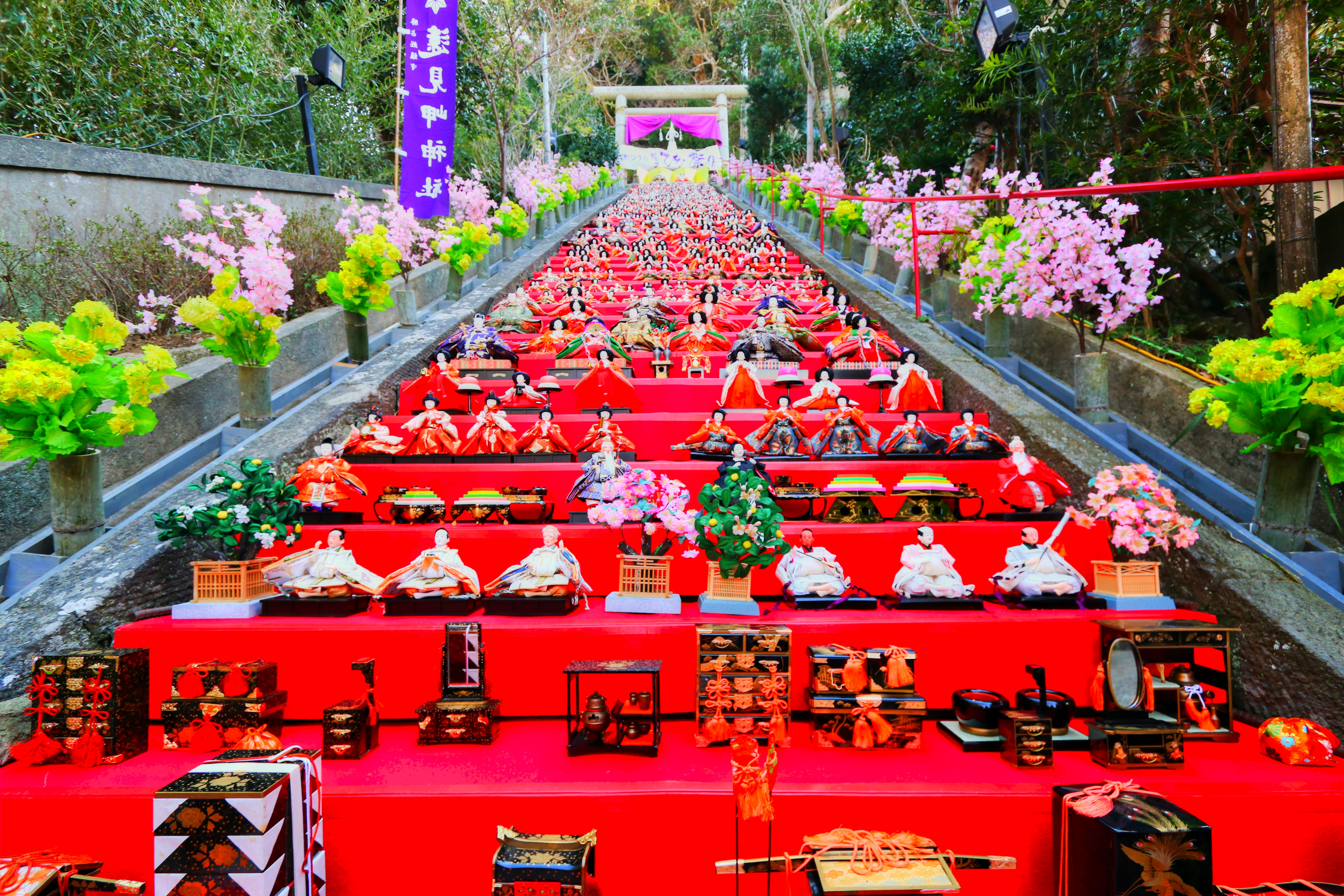
雛人形

- 桃の節句（3月3日）
  - 雛人形
  - 桃の花
  - 菱餅

#### 4月
- 灌仏会（4月8日） – 釈迦の誕生日であり花まつりともいう。
  - 甘茶（紫陽花の近縁種の植物の葉）

#### 5月
- 端午の節句（5月5日）
  - こいのぼり
  - 武将人形・兜
  - ちまき – 軽食ではなく和菓子のちまき
  - 柏餅（かしわもち）
  - 菖蒲湯（しょうぶゆ） – 「尚武」と菖蒲を掛けたといわれる。

#### 6月
てるてる坊主

#### 7月
- 七夕（7月7日）
  - 笹・竹

#### 8月
- 盂蘭盆（8月13〜16日） – うらぼんと読む。仏教行事
  - 蓮の花
  - 蓮の葉
  - 蓮の実
- お盆（8月13〜16日） – 日本古来の祖先崇拝の祭り
  - 鬼灯・酸漿(ホオズキ)
  - 真菰馬（まこもうま）
  - 赤飯  – 赤米・もち米、小豆・大角豆（ササゲ）

#### 9月

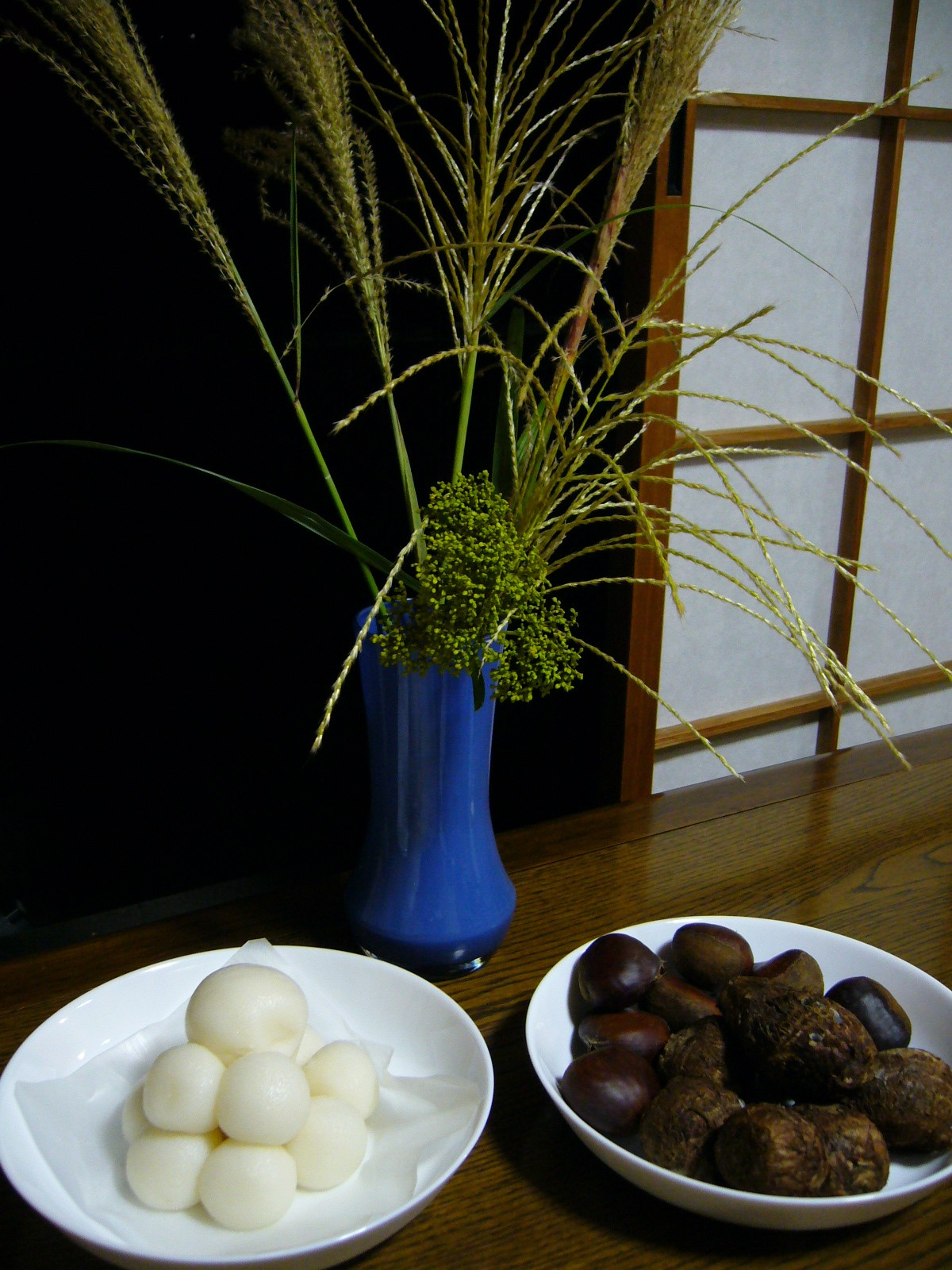
月見の飾り

- 後彼岸（9月20日〜26日）
  - ぼたもち・おはぎ
- 月見（9月25日）
  - ススキ
  - 枝豆
  - 栗 - 栗
  - 月見団子

#### 10月
- 恵比寿講（10月19日・20日） – 五穀豊穣と大漁祈願の祭事
  - 大根、牛蒡（ゴボウ）などの根菜
  - 魚（恵比寿は漁業の神でもある）

#### 11月
- 七五三（11月15日）
  - 千歳飴

#### 12月
- 煤払い（12月13日） – すすはらいと読む。大掃除のこと。
  - 鯨汁 （くじらじる）
- 冬至（12月22日）
  - 柚子湯（ゆずゆ）
  - 南瓜粥（かぼちゃがゆ）
- 大晦日（12月31日）
  - 年越し蕎麦

### 芸能

#### 唄
- 民謡 – 祭りやおめでたい時やハレ（晴れの席、晴れの日）に唄われるもの。
  - 木遣り唄（きやりうた）
  - こきりこ節

#### 演奏
- お囃子 – 祭りやおめでたい時やハレ（晴れの席、晴れの日）に演奏されるもの。
- 和太鼓

#### 舞踊り・神楽
- 獅子舞
- 恵比寿舞
- 大黒舞
- 纏振り（纏舞） – まといぶり、まといまいと読む。

#### 曲芸・太神楽
- 梯子乗り（はしごのり）
- 曲独楽（きょくごま）

### 食物

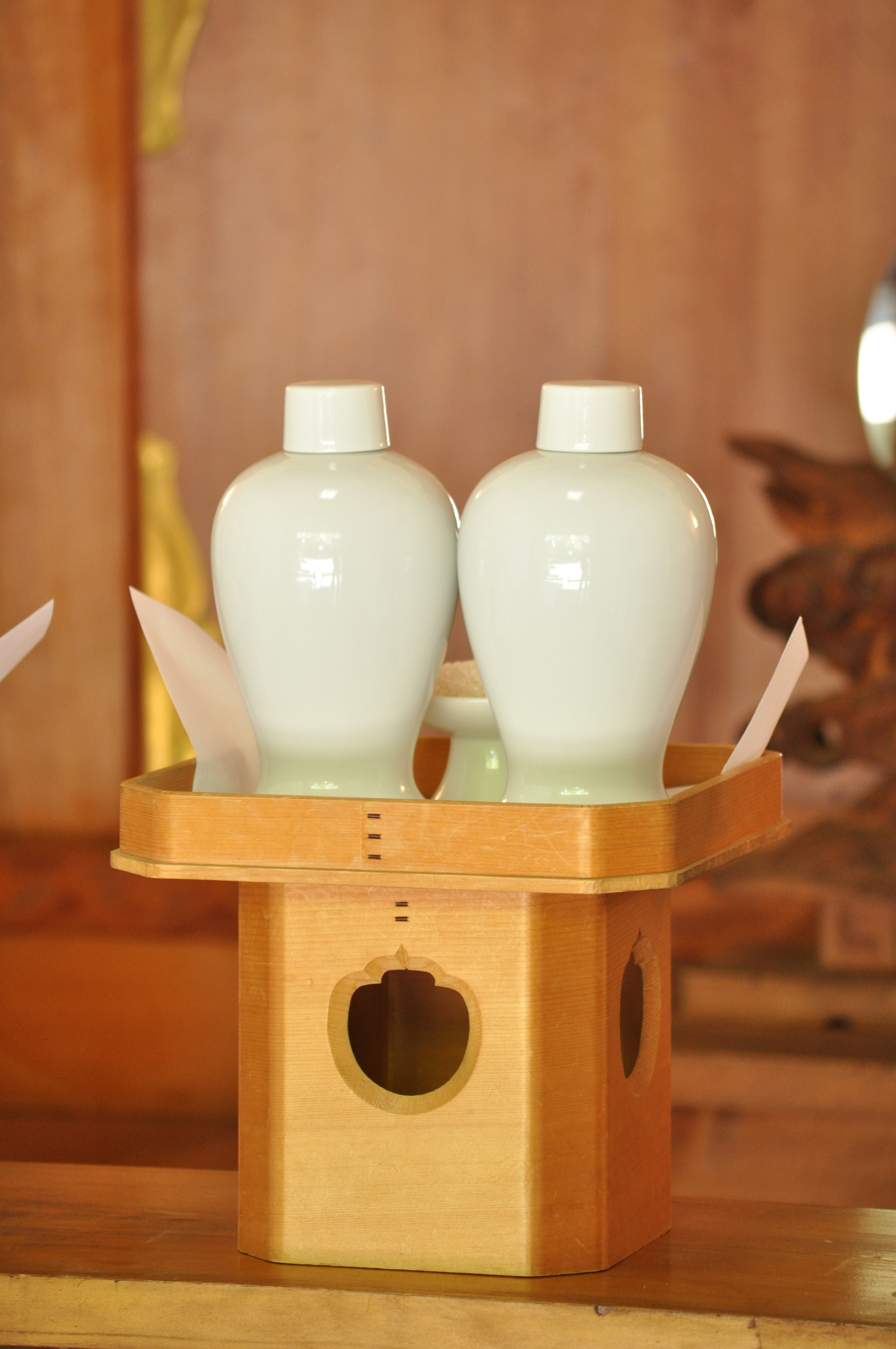
神酒

#### 飲み物
- 神酒
- 甘酒
- 屠蘇
- 福茶

#### 食べ物
- 鮨  – 寿司と書く。
  - ちらし寿司 – 四色の具材で四神または四季、五色の具材で宇宙を表現しているといわれる。
- べっこう飴
  - 飴全般 – 「福あめ」など決まった時節に食べると風邪を引かないといわれる。
- 串柿

#### 青物・穀物
- 米・米俵

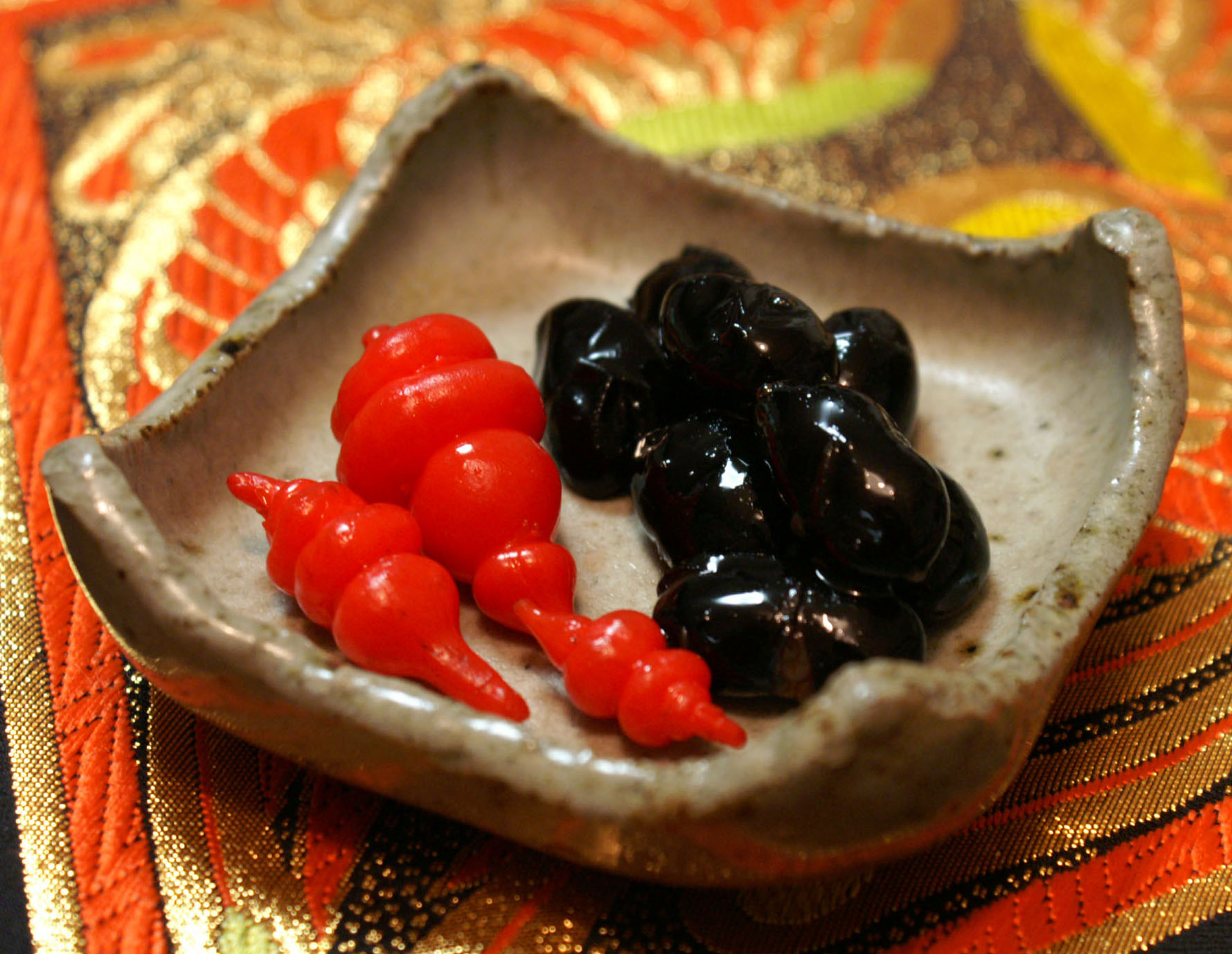
御節料理の赤く染められたチョロギと黒豆煮

- 豆全般 – 「豆に生きる」や「豆々しく働く」
  - 小豆（アズキ）
  - 大豆（ダイズ）
- 搗栗（カチグリ） – 干したクリを搗（つ）いて殻と渋皮を除去したもの。「勝ち栗」として武将が出陣式で食する四方膳に用いられた。
- 蓮根（レンコン） – 呼吸管の穴から先が見通せると考えた。
- 千代呂木（チョロギ） – シソ科の植物の根。長老喜とも表記し長寿を齎す（もたらす）といわれる。

#### 水産物
- 白身魚 - 高級品だったことから、かまぼこが贈答品や御節料理に用いられた。
- 海苔 – かつて運草と呼ばれ、希少なものであったことから、現在でも神饌、中元、歳暮、出産祝いその他で多く用いられている。
- 鰻（ウナギ）
- 初鰹（はつがつお）
- 鯛 – 「めでたい」とタイを掛けた。
- 鯨肉 – 古くは宮廷で公家が薬事効果を期待し食していたが、戦国時代には鯨呑が「国を飲み込んで併合・吸収合併する」と言う意味や鯨波の声（鬨の声と読み意味も同じ）が「戦いに勝つ」という意味や鯨吼が「轟き渡る」という意味などから武家の間で珍重された。江戸時代には組織捕鯨の隆盛と共に庶民の縁起物として広く節気などに食されるようになった。
- 海老
  - 伊勢海老 – 腰が曲がっていることから年老いた人の喩えで長寿を表す。また甲冑（具足）を着込んでいるように見えることや、「威勢がいい」ともかけて武将の間では贈答品として好まれた。
- 鮑（アワビ） - 打鮑が「敵を打つ」にかかることから、武将が出陣式で食する四方膳に用いられた。
- 昆布 – 喜ぶ（よろコンブ）、子生婦（こうぶ）にかかることから子孫繁栄に繋がる。武将が出陣式で食する四方膳に用いられた。

#### その他
- 塩 – 盛り塩

### 現象

#### 行為
- 火・火花 – 送り火、迎え火。火打石。花火。護摩焚き。
- 笑い – 「初笑い」や「笑う門には福来る」という表現から。
- 茶柱 – 茶をいれた時に葉や茎が垂直に立つ現象をさす。
- 一富士二鷹三茄子 – いちふじにたかさんなすびと読む。初夢でこれらを見ることができれば縁起がいいとされる。
- 年を重ねること – 還暦（60歳）、喜寿（77歳）、傘寿（80歳）、半寿（81歳）、米寿（88歳）、卒寿（90歳）、白寿（99歳）、百寿（100歳）、茶寿（108歳）、大還暦（120歳）、天寿（250歳）

#### 気象
- 日の出・御来光 – 初日の出や富士山の山頂から望む行為に代表され、世界的には夕日を愛でる習慣が多い中、日本独特ともいわれる朝日信仰（太陽信仰）である。「日出ずる国（ひいずるくに）」や「日本（ひのもと）」が美称であることや「天晴れ（あっぱれ）」または「早起き」が美徳であることからもその思いが窺える。
- 御神渡り
- 狐の嫁入り – 天気雨（晴天時の雨）
- 稲妻  – 稲の豊作
- 蜃気楼

### 人・動物・植物

#### 人
- 人
  - 赤ん坊・子供 – 子宝や童子などの表現や子孫繁栄や輪廻転生の一環としての具現化や例としては還暦に着る「赤いちゃんちゃんこ」などがある。正反対の意味として餓鬼がある。
  - 老人 – 翁などの表現から長寿の具現化や古いことが民間信仰において尊ばれている。
  - おかめ
  - ひょっとこ
- ひと形
  - 福助
  - ビリケン
  - さるぼぼ
  - 起き上がり小法師 – 七転び八起き

#### 動物
- 実在の生き物
  - 鶴・亀
  - 金魚
  - 鯉
  - 玉虫（タマムシ）
  - 黄金虫（コガネムシ）
  - 白蛇・蛇の脱皮した皮（財布にいれると蓄財ができるといわれる）
  - カエル – 「無事帰る」という言葉に掛けて、ただし生きているカエルより置物などとしてその効果が期待される。
  - 狸 – 「た（他）を抜く」の語呂合わせから商売繁盛の縁起物として店先などに狸の置物が置かれる。
  - 干支（十二支）
  - トンボ - 後ろに引かない、素早い、勇敢というイメージから武士の間で意匠として好まれた。
  - ムカデ - 後ろに引かない、獰猛、足（兵）が多いというイメージから武士の間で意匠として好まれた。
- 伝説上の生き物
  - 獅子（しし）
  - 龍（たつ）
  - 麒麟（キリン）
  - 鯱（シャチホコ）
  - 狛犬
  - シーサー
  - 赤べこ
  - 青龍・朱雀・白虎・玄武 – ちらし寿司の青、赤、白、黒を表す四色の具材は、これらの方位の神または四季を表現しているといわれる。またこれに黄龍を表す黄色の具材を加える場合もあり、五色で宇宙全体を表現する。
  - 黄鮒
  - 件

#### 植物
- 松竹梅
- 桜梅桃李
- 南天の実・福寿草
- 瓢箪

### 宝飾品・道具

#### 鉱物・貴石
- 鉱物
  - 金・銀
  - 琥珀（コハク）
  - 翡翠（ヒスイ）
  - 黒曜石
  - 水晶
- 貴石
  - 鼈甲（ベッコウ）
  - 鯨鼈甲（クジラベッコウ） – 鯨べっこう細工と呼ばれ「花おさ」などの装飾品として加工された鯨ひげのこと。
  - 珊瑚（サンゴ）
  - 真珠
  - 象牙
  - 鯨骨 – 鯨細工と呼ばれ「根付」や「琴」などの装飾品に加工されたクジラの骨・歯のこと。

#### 道具
- 打出の小槌
- 大判・小判
- 厭勝銭
- 飾り駒
- 千代紙
- サイコロ – どこに転がっても必ず目が出ることから、「芽が出る」につながり縁起物とされる。
- 釣竿と釣針 – 日本においては釣竿と釣針（弓矢も同様）は古くは狩りとしての使用から「サチ（幸）」といい「サ」は箭（矢）の古い読みで矢や釣り針を意味し、「チ」は霊威を示し、釣竿と釣針・弓矢は霊力を持つ狩猟具であった。また恵比寿が携える狩猟具としても知られる。
- 手拭 – 手拭の始まりは平安時代に神事としての儀式に用いられた装身具であり、現在の祭りや神事にも引き継がれている。また江戸時代には祝儀としての金品の代表的なものであり、縁起にかかわる絵柄があしらわれたものは縁起物として扱われた。
- 弓矢 – 山幸彦は昔話としても広く知られる弓矢を用いる狩りの神。「幸（さち）」が「弓矢・釣竿と釣針」を示したり、狩りの獲物や漁の獲物を指す「山の幸・海の幸」を表す謂れとなる物語の海幸彦と並ぶ主人公である。
  - 祭り矢・祭り弓 – 五穀豊穣を願い行われる日本各地にのこる神事であり祭り。 
    - 的矢 – 祭り矢・祭り弓を起源とし、江戸時代には市や縁日が立つ参道や境内、門前町で出店や夜店として、弓矢を使い的に当て、的の位置や種類により、商品や賞金が振舞われ、庶民はこれを縁起担ぎとして楽しんだ。

  - 葦の矢・桃の弓 – 大晦日に朝廷で行われた追儺（ついな）の式で、鬼を祓う為に使われた弓矢のことで、それぞれ葦（アシ）の茎と桃の木で出来ていた。
  - 破魔矢・破魔弓 – はじまりは正月に行われたその年の吉凶占いに使う弓矢。後に、家内安全を祈願する幣串と同じように、家の鬼を祓う魔除けとして上棟式に小屋組に奉納される神祭具のことで、近年では破魔矢・破魔弓ともに神社などの厄除けの縁起物として知られる。
  - 蓬矢（ほうし）・桑弓（そうきゅう） – それぞれ、蓬の矢（よもぎのや）・桑の弓（くわのゆみ）とも言い、男の子が生まれた時に前途の厄を払うため、家の四方に向かって桑の弓で蓬の矢を射た。桑の弓は桑の木で作った弓、蓬の矢は蓬の葉で羽を矧いだ（はいだ）矢。
  - 弓を鳴らす – 鳴弦とも言い、弓の弦を引いて鳴らすことにより悪霊や魔や穢れを祓う行為。弓鳴らし・弦打ちともいう。
  - 弓を引く – 反抗や謀反（むほん）や楯突くことであるが、本来は鳴弦のことで弓の弦を引いて鳴らすことにより悪霊や魔や穢れを祓う行為。

## 日本以外

### 中国の縁起物

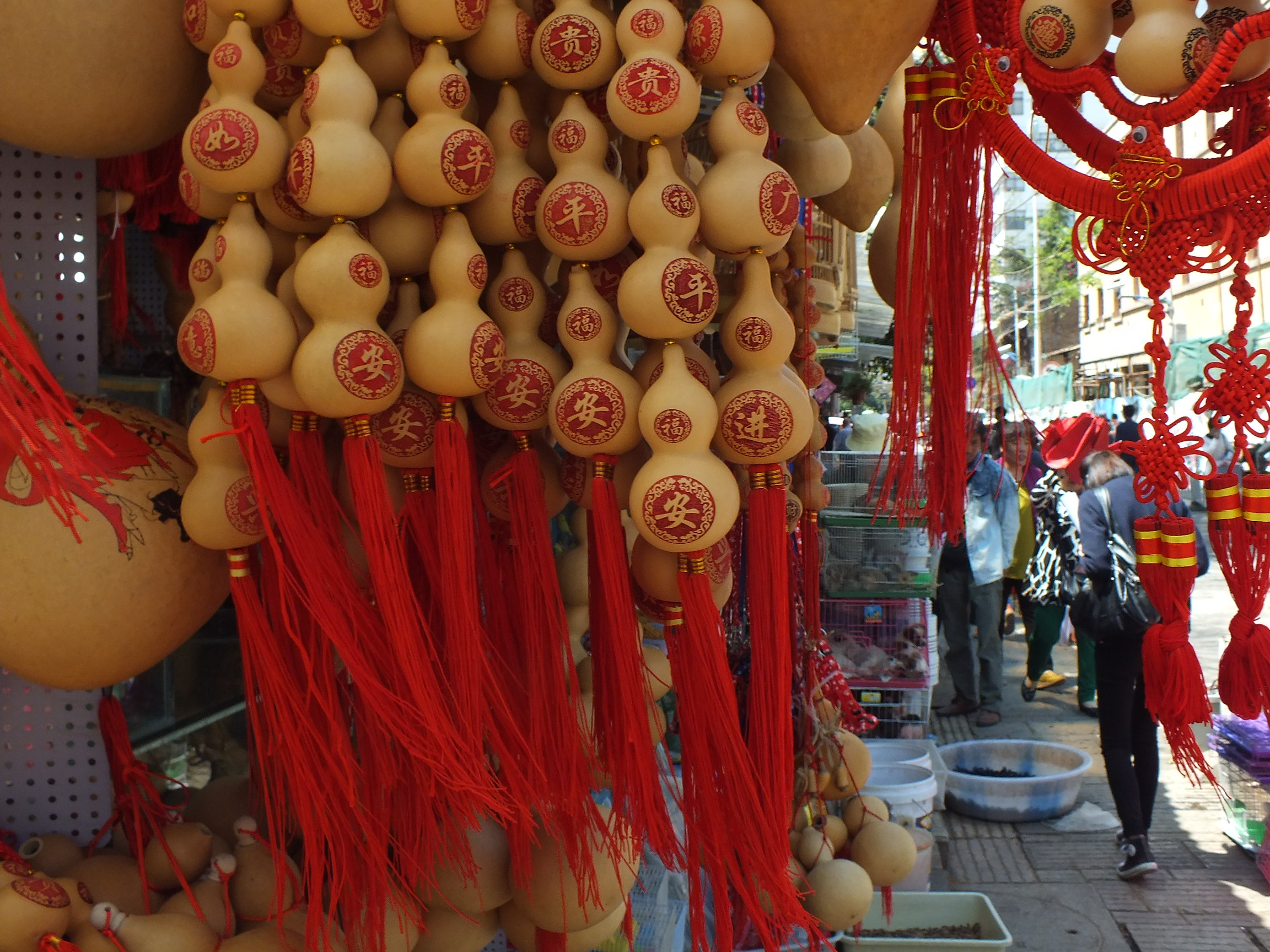
雲南省昆明市五華区光華街の土産物店に並ぶ縁起物のヒョウタン

- 招財利市
- 迎春接福
- 年年有魚
- ヒョウタン
- 双喜（囍）
- 蝙蝠
- 八仙渡海図
- 八吉祥
- 翡翠

### 東南アジアの縁起物
- ポクポン

### 欧米の縁起物
- サムシング・フォー
- ガレット・デ・ロワ
- フォーチュン・クッキー
- ウサギの足
- 煙突掃除屋
- シャンパン
- 蹄鉄
- バレンタインカード
- ピンク豚
- ルルドの泉

### ネイティブアメリカンの縁起物
- エケコ
- ココペリ